# La Città
 (avril 2021).
Si vous disposez d'ouvrages ou d'articles de référence ou si vous connaissez des sites web de qualité traitant du thème abordé ici, merci de compléter l'article en donnant les références utiles à sa vérifiabilité et en les liant à la section « Notes et références ».
 La Città  (la Ville) est un quotidien italien, de Salerne (province de Salerne), qui diffuse à moins de 10 000 exemplaires de moyenne (sept. 2005). Il appartient au Gruppo Editoriale Espresso (qui publie aussi L'espresso).